# Communauté de communes Cingal-Suisse Normande
La communauté de communes Cingal-Suisse Normande est une communauté de communes française située dans le département du Calvados en région Normandie.

## Historique
La communauté de communes est créée le 1er janvier 2017 par la fusion de la communauté de communes du Cingal et de la communauté de communes de la Suisse normande.
Le 1er janvier 2019, les communes de Acqueville, Angoville, Cesny-Bois-Halbout, Placy et Tournebu fusionnent pour constituer la commune nouvelle de Cesny-les-Sources et celles de Goupillières et Trois-Monts pour constituer la commune nouvelle de Montillières-sur-Orne.
Le 1er janvier 2025, Saint-Sylvain quitte la communauté de communes Cingal-Suisse Normande et rejoint la communauté de communes Val ès dunes.

## Territoire communautaire

### Géographie
Située  dans le département du Calvados, la communauté de communes Cingal-Suisse Normande regroupe 42 communes et s'étend sur 387,8 km2.

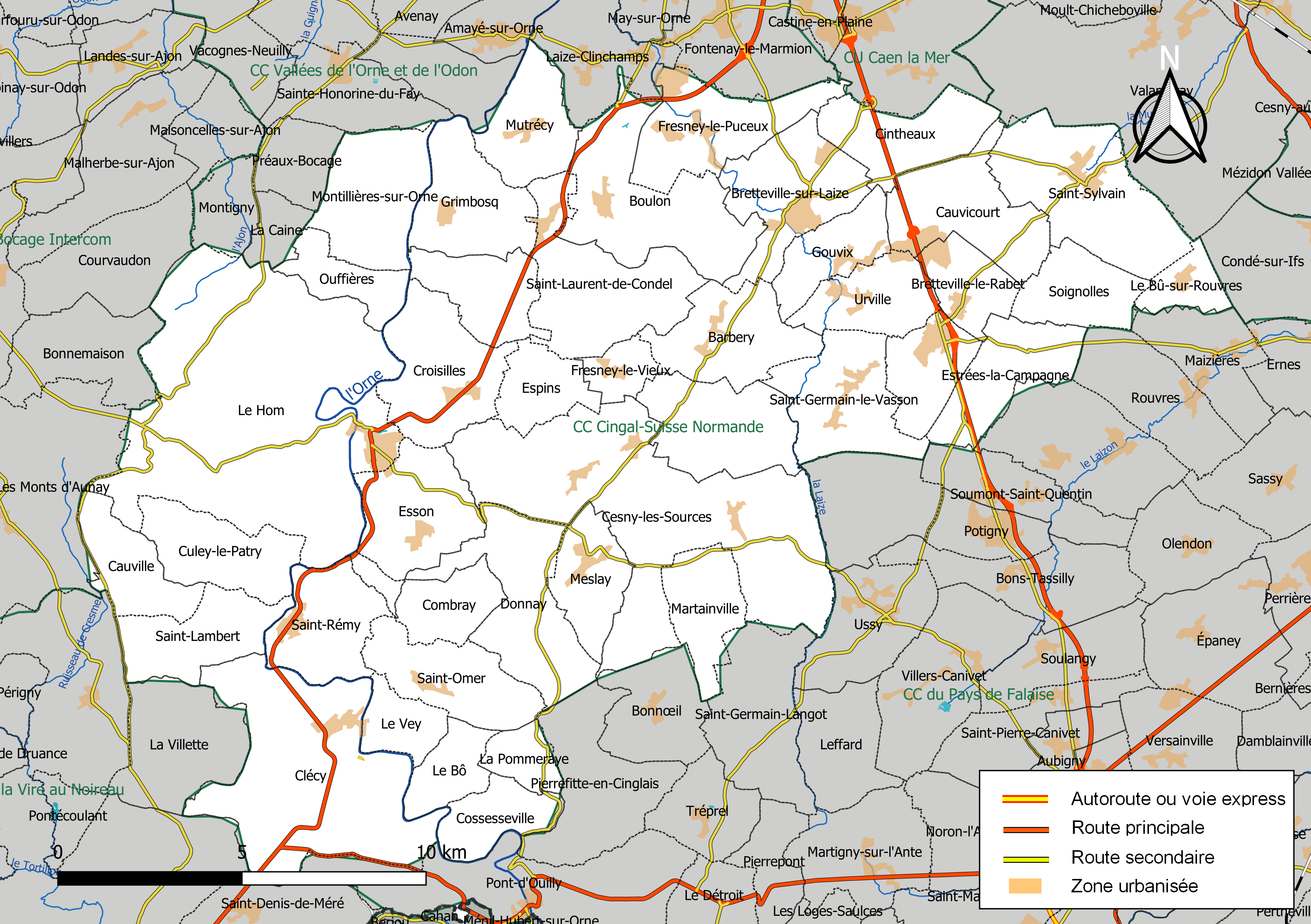
Carte de la communauté de communes Cingal-Suisse Normande au 1er janvier 2019.

### Composition
La communauté de communes est composée des 41 communes suivantes :

| Nom                           | Code Insee | Gentilé          | Superficie (km2) | Population (dernière pop. légale) | Densité (hab./km2) |
| ----------------------------- | ---------- | ---------------- | ---------------- | --------------------------------- | ------------------ |
| Thury-Harcourt-le-Hom (siège) | 14689      |                  | 46,93            | 3 593 (2022)                      | 77                 |
| Barbery                       | 14039      | Barberisiens     | 8,6              | 758 (2022)                        | 88                 |
| Le Bô                         | 14080      |                  | 3,9              | 126 (2022)                        | 32                 |
| Boulon                        | 14090      | Boulonnais       | 14,96            | 816 (2022)                        | 55                 |
| Bretteville-le-Rabet          | 14097      | Rabellois        | 4,53             | 297 (2022)                        | 66                 |
| Bretteville-sur-Laize         | 14100      |                  | 9,68             | 1 911 (2022)                      | 197                |
| Le Bû-sur-Rouvres             | 14116      | Bûtois           | 2,83             | 118 (2022)                        | 42                 |
| Cauvicourt                    | 14145      | Cauvicourtois    | 9,62             | 560 (2022)                        | 58                 |
| Cauville                      | 14146      | Cauvillais       | 5,76             | 170 (2022)                        | 30                 |
| Cesny-les-Sources             | 14150      | Ceiterniciens    | 33,89            | 1 415 (2022)                      | 42                 |
| Cintheaux                     | 14160      | Cintheauxiens    | 7,58             | 176 (2022)                        | 23                 |
| Clécy                         | 14162      | Clécyens         | 24,63            | 1 301 (2022)                      | 53                 |
| Combray                       | 14171      |                  | 4,51             | 143 (2022)                        | 32                 |
| Cossesseville                 | 14183      | Cossessevillais  | 4,74             | 105 (2022)                        | 22                 |
| Croisilles                    | 14207      | Croisillois      | 10,23            | 646 (2022)                        | 63                 |
| Culey-le-Patry                | 14211      |                  | 7,81             | 379 (2022)                        | 49                 |
| Donnay                        | 14226      | Donnayens        | 11,19            | 318 (2022)                        | 28                 |
| Espins                        | 14248      | Espinois         | 4,58             | 246 (2022)                        | 54                 |
| Esson                         | 14251      | Essonais         | 8,86             | 570 (2022)                        | 64                 |
| Estrées-la-Campagne           | 14252      |                  | 7,45             | 252 (2022)                        | 34                 |
| Fresney-le-Puceux             | 14290      | Fresnois         | 9,65             | 803 (2022)                        | 83                 |
| Fresney-le-Vieux              | 14291      |                  | 2,48             | 324 (2022)                        | 131                |
| Gouvix                        | 14309      | Gouvixois        | 5,18             | 828 (2022)                        | 160                |
| Grainville-Langannerie        | 14310      | Grainvillais     | 5,32             | 786 (2022)                        | 148                |
| Grimbosq                      | 14320      | Grimbosquais     | 8,63             | 284 (2022)                        | 33                 |
| Martainville                  | 14404      | Martainvillais   | 5,84             | 119 (2022)                        | 20                 |
| Meslay                        | 14411      | Meslayens        | 5,69             | 344 (2022)                        | 60                 |
| Montillières-sur-Orne         | 14713      |                  | 9,31             | 561 (2022)                        | 60                 |
| Moulines                      | 14455      | Moulinois        | 9,38             | 274 (2022)                        | 29                 |
| Les Moutiers-en-Cinglais      | 14458      | Moustériens      | 6,75             | 528 (2022)                        | 78                 |
| Mutrécy                       | 14461      | Mutrécyens       | 6,71             | 578 (2022)                        | 86                 |
| Ouffières                     | 14483      | Ouffiérois       | 4,21             | 197 (2022)                        | 47                 |
| La Pommeraye                  | 14510      | Pommeréens       | 2,8              | 66 (2022)                         | 24                 |
| Saint-Germain-le-Vasson       | 14589      | Vassonnais       | 9,41             | 960 (2022)                        | 102                |
| Saint-Lambert                 | 14602      | Saint-Lambertois | 7,45             | 265 (2022)                        | 36                 |
| Saint-Laurent-de-Condel       | 14603      | Laurentais       | 12,31            | 510 (2022)                        | 41                 |
| Saint-Omer                    | 14635      | Audomarois       | 8,07             | 190 (2022)                        | 24                 |
| Saint-Rémy                    | 14656      |                  | 7,52             | 982 (2022)                        | 131                |
| Soignolles                    | 14674      | Soignollais      | 5,77             | 116 (2022)                        | 20                 |
| Urville                       | 14719      | Urvillais        | 6,02             | 761 (2022)                        | 126                |
| Le Vey                        | 14741      | Vétons           | 3,53             | 130 (2022)                        | 37                 |

### Démographie
| 1968   | 1975   | 1982   | 1990   | 1999   | 2008   | 2013   | 2018   |
| ------ | ------ | ------ | ------ | ------ | ------ | ------ | ------ |
| 16 795 | 16 859 | 18 180 | 18 958 | 19 881 | 21 653 | 23 390 | 24 381 |

## Administration

### Siège
Le siège de la communauté de communes est situé à Thury-Harcourt-le-Hom.

### Les élus
La communauté de communes est administrée par le conseil de communauté, composé de 59 conseillers, élus pour 6 ans.
Les délégués sont répartis, selon l'importance démographique de leur commune, comme suit :
| Nombre de délégués | Communes                                   |
| ------------------ | ------------------------------------------ |
| 8                  | Thury-Harcourt-le-Hom                      |
| 4                  | Bretteville-sur-Laize                      |
| 3                  | Cesny-les-Sources, Saint-Sylvain           |
| 2                  | Clécy, Saint-Germain-le-Vasson, Saint-Rémy |
| 1                  | les 35 autres communes                     |

### Présidence
| Période      | Période      | Identité        | Étiquette | Qualité                                                                                       |
| ------------ | ------------ | --------------- | --------- | --------------------------------------------------------------------------------------------- |
| janvier 2017 | juillet 2020 | Paul Chandelier | DVD       | Maire de Thury-Harcourt (2001 → 2015) conseiller départemental du canton du Hom (2001 → 2021) |
| juillet 2020 | En cours     | Jacky Lehugeur  | PS        | Maire de Gouvix (1995 → )                                                                     |

### Compétences
Les compétences de la communauté de communes ont été redéfinis en novembre 2018.

### Régime fiscal et budget
Le régime fiscal de la communauté de communes est la fiscalité professionnelle unique (FPU).